# 中国内地会总部大楼
中国内地会总部大楼，位于上海市静安区新闸路1531号，是英国传教士戴德生所创立的中国内地会的总办事处。

## 历史
同治十三年（1874年），内地会得到一笔赠款:841，于是在吴淞路9号兴建总部，负责联络中国内地的传教工作:841以及供300多位传教士办公和居住，后来曾迁往大西路（今延安西路）:841。民国9年（1920年）5月，内地会在新闸路购地20亩用作建造新总部:841，新总部设行政管理大楼、传教士公寓、职工宿舍、传教士礼拜堂、华人招待所。
1950年代，上海市第六人民医院迁入中国内地会总部大楼。1991年第六人民医院迁往宜山路600号，内地会旧址改属上海市儿童医院。

## 结构
新总部大楼分为南北两栋，靠新闸路一侧为北楼，高5层，钢筋混凝土结构，建筑面积3561平方米。靠北京西路一侧为南楼，高6层，钢筋混凝土结构，建筑面积8482平方米。今皆用作上海市儿童医院北京路院区。

## 图集

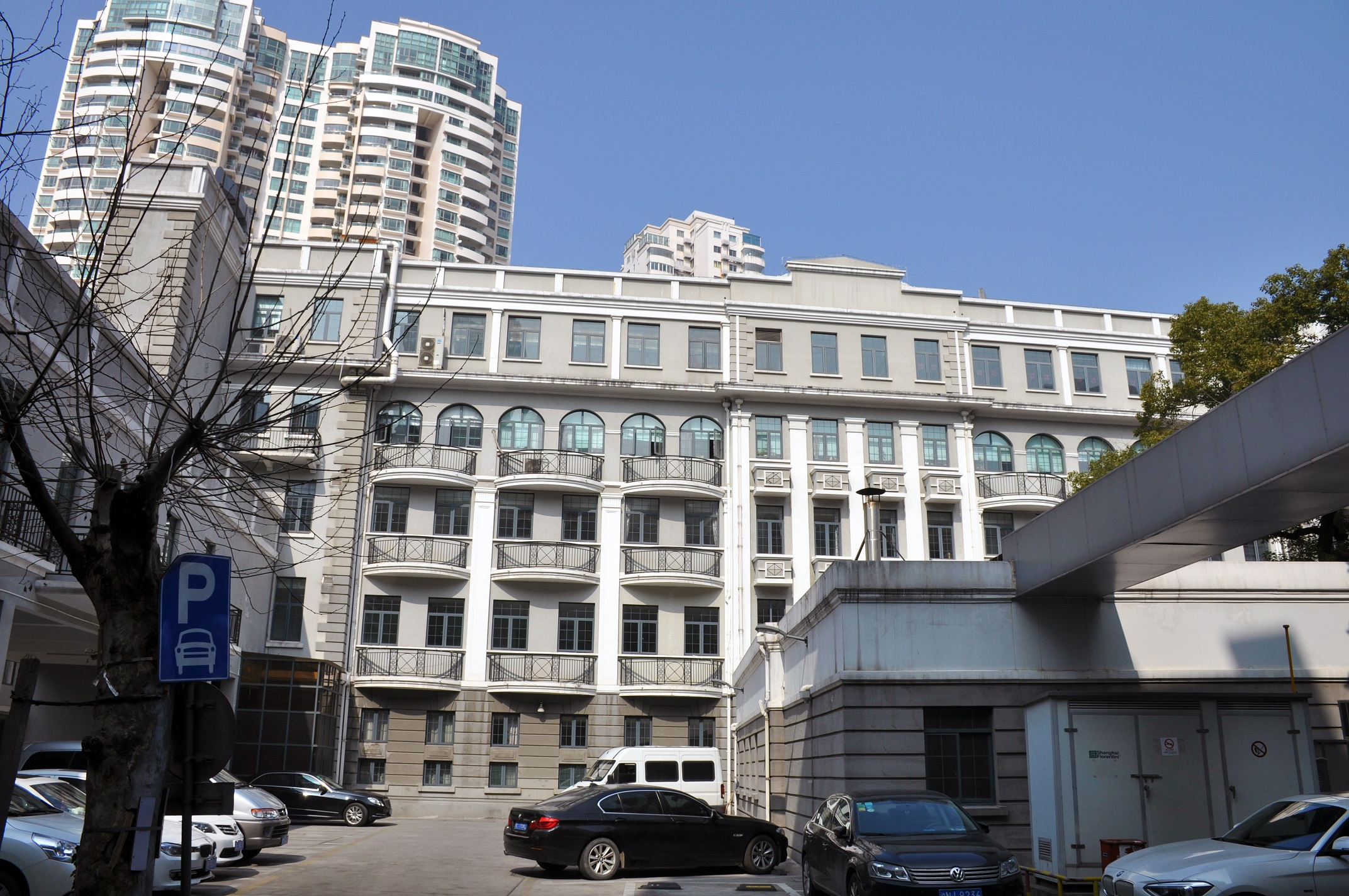
北楼
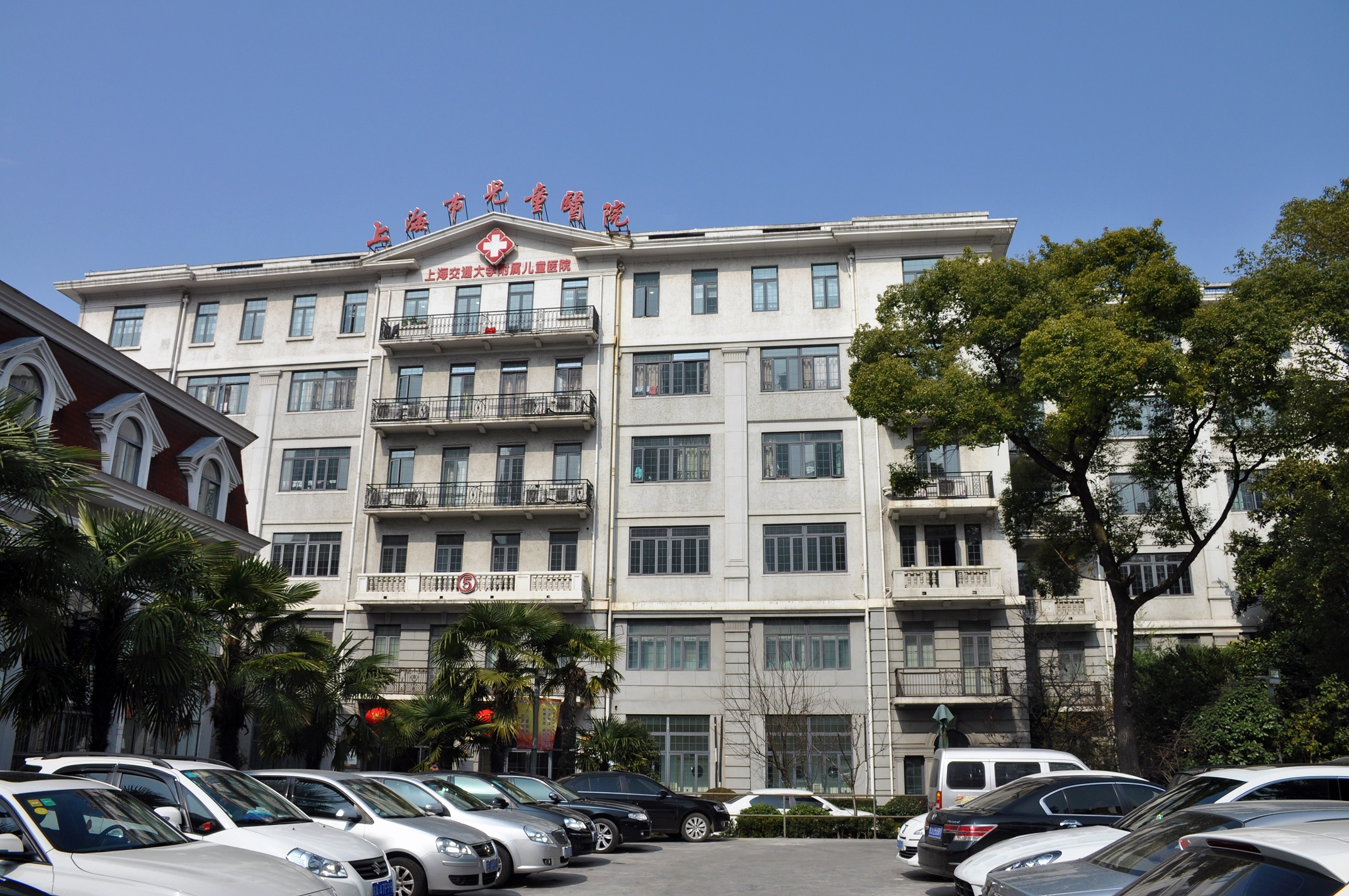
南楼